# جبال‌الخلیل

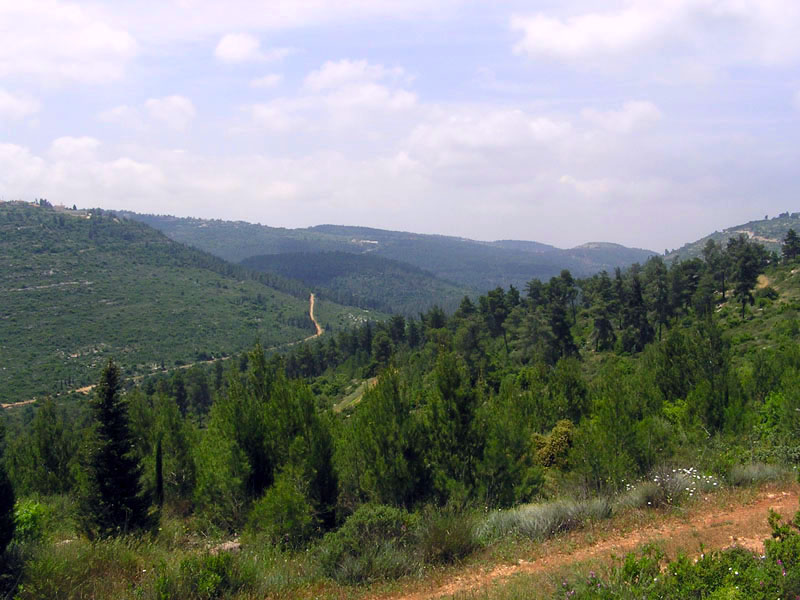
جبال الخلیل

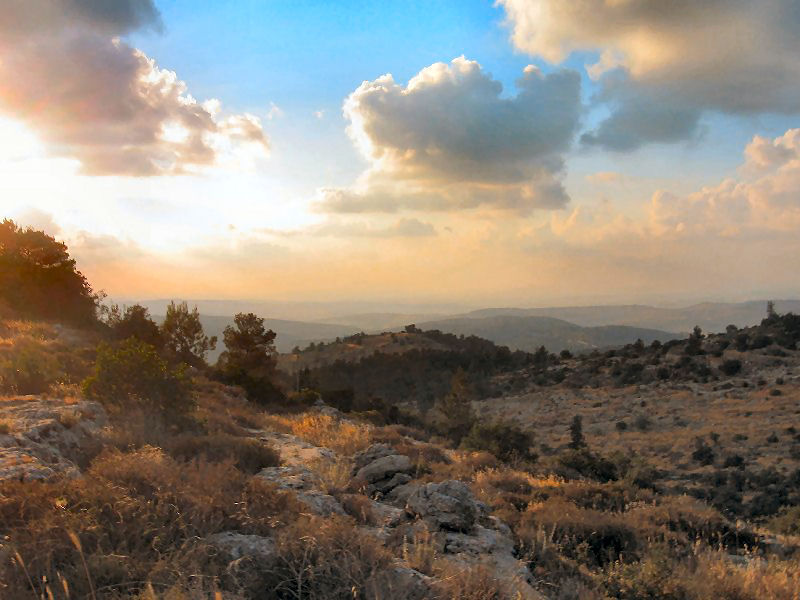
منظره جبال خلیل

جبال‌الخلیل (عبری: הרי יהודה‎) رشته کوهی در کرانه باختری است که تا ارتفاع ۱۰۰۰ متری می‌رسد. شهر اورشلیم و شهرهایی دیگر در دامنه این رشته کوه بنا شده‌اند.